# Dasychira griseinubes
Dasychira griseinubes is een vlinder uit de familie spinneruilen (Erebidae), onderfamilie donsvlinders (Lymantriinae). De wetenschappelijke naam van deze soort is voor het eerst geldig gepubliceerd in 1910 door Hampson.
De soort komt voor in tropisch Afrika.